# Хипас из Метапонта
Хипас од Метапонта (стгрч. Ιππασος ο Μεταποντινος Ιππασος ο Μεταποντινος, 574. - 522. п. н. е.) - старогрчки питагорејски филозоф, математичар, теоретичар музике. Јамблих, у свом есеју „О општој математичкој науци“, извештава да математичка линија питагорејске школе можда није потекла од самог Питагоре, већ од Хипаса.

## Живот и учење
Хипас је заслужан за откриће постојања несамерљивих сегмената. Није познато да ли су то биле дијагонала и страница квадрата или дијагонала и страница правилног петоугла.
Легенда, коју су каснији аутори пренели у различитим верзијама, сугерише да је Хипас или убијен, или избачен из Питагорине школе – опет, или зато што је писаним путем ширио Питагорино учење, или за чињеница да је неупућенима открио конструкцију додекаедра у есеју „О ирационалним линијама“, или за разоткривање доктрине несамерљивости и ирационалности. Аутентичност ове легенде не може се проверити.
Хипас је познат и као истраживач математичких основа музике. Према једном гледишту, експериментишући са различитим дебљинама бронзаних дискова, он је извео главне сагласности. Према другој, распрострањеној верзији, откриће нумеричких односа за консонанције припада лично Питагори. Боетије извештава („Основе музике” II, 19) да је Хипас (заједно са Еубулидом) додао две „сложене” сазвучја (кварт, квинта, октава) већ позната три „једноставна” сагласника (дуодецимус и куиндецимус), а такође је изградио хијерархијска класификација свих консонанција, почевши од одговарајућих нумеричких односа.
Хипас је, према Диогену Лаертију, учио да је Универзум један, вечно покретљив и коначан. Веровао је да је ватра почетак свега. Веровао је да се душа састоји од ватре[. Рекао је да је време промене у Космосу одређено, односно да је признао детерминизам.